# Rochesson
Rochesson ([ʁɔʃɛˈsɔ̃] ) ist eine französische Gemeinde mit 676 Einwohnern (Stand: 1. Januar 2022) im Département Vosges in der Region Grand Est. Sie gehört zum Arrondissement Épinal (bis 2024 Saint-Dié-des-Vosges) und ist Mitglied im Gemeindeverband Communauté de communes des Hautes Vosges. Die Bewohner werden Rochenats und Rochenates genannt.

## Geografie

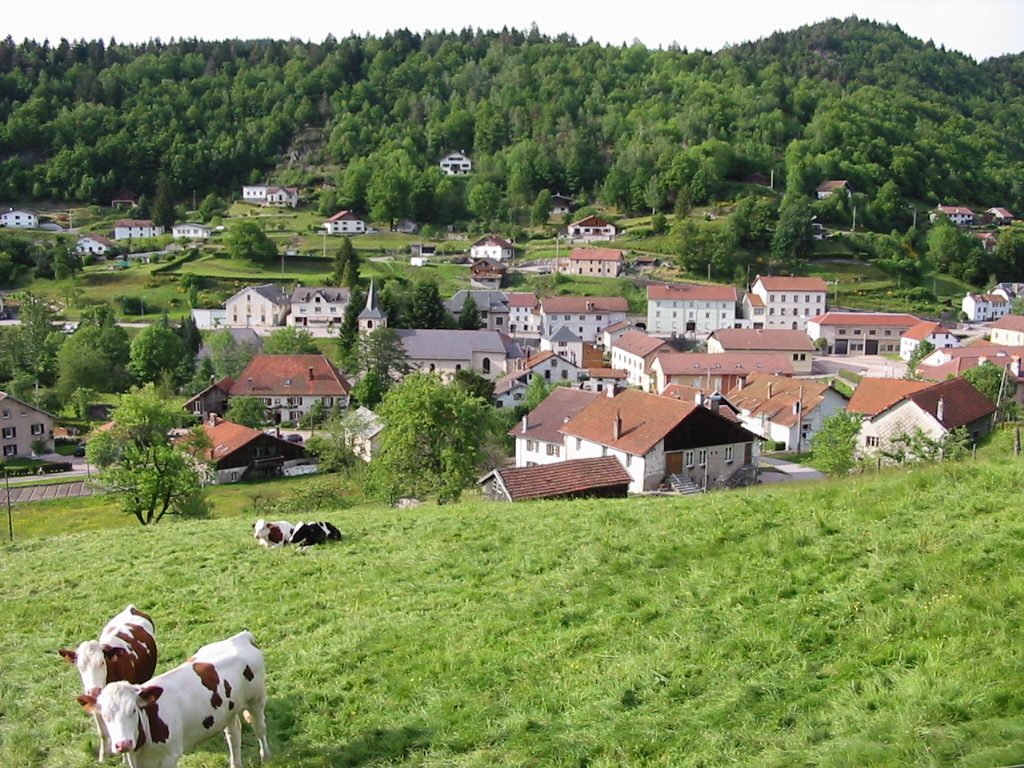
Blick auf Rochesson

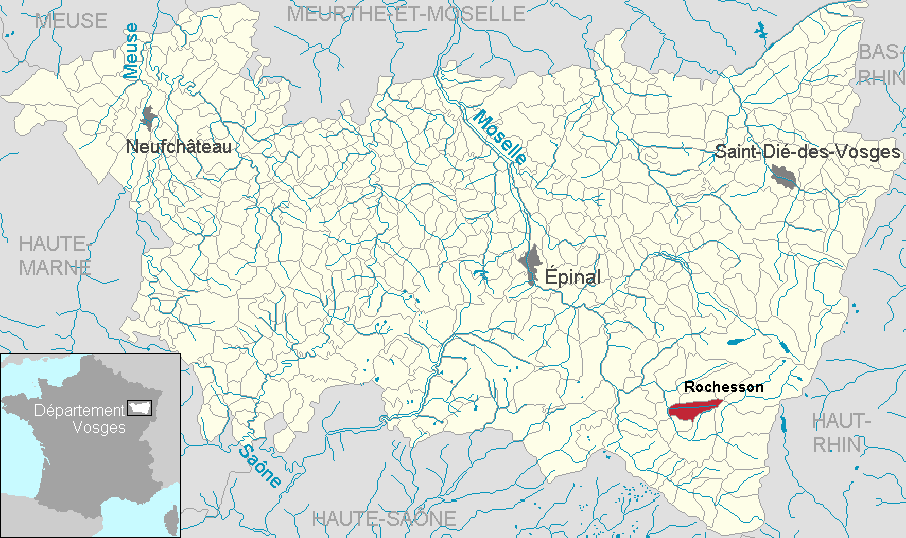
Lage der Gemeinde Rochesson
im Département Vosges

Die Gemeinde Rochesson liegt in den Vogesen, 15 Kilometer östlich der Stadt Remiremont und elf Kilometer südwestlich der Stadt Gérardmer, großräumiger gesehen zwischen Épinal und Mülhausen, im Südosten Lothringens.
Das 21,49 km² umfassende Gemeindegebiet von Rochesson umfasst bis auf den Oberlauf und den Mündungsbereich das Einzugsgebiet des Bouchot, eines Nebenflusses der Moselotte. Dazu gehört der von einem Gletscher geformte Talbereich und die nach Norden und Süden ausgreifenden Anteile am Bergland beiderseits des Bouchot. Im Norden grenzt ein sechs Kilometer langer, steil aufragender, aber nur 500 bis 1000 Meter breiter Bergrücken das Gemeindeareal vom Tal des Menaurupt ab, aus dem Süden führen die Bergbäche Goutte du Herray, Goutte de Plainfaing, Goutte de Battion, Goutte de Chercheneux, Goutte de Jossonfaing und Ruisseau de Noire Goutte zum Bouchottal. In der Zeit der Schneeschmelze und/oder bei starken Niederschlägen kann der Abfluss über den Bouchot auf ein Vielfaches der normalen Werte anschwellen. Die Südwestgrenze des Gemeindegebietes verläuft auf dem Kamm eines Bergrückens. Hier wird im Rocher du Moutiers des Fées mit 1060 Metern über dem Meer der höchste Punkt der Gemeinde erreicht.
Die Wälder, die etwa 80 % der Gemeinde bedecken, gehören zu den Forstbereichen Forêt de Longegoutte (südlich des Bouchot) und Forêt d’Housseramont (nördlich des Bouchot).
Das über 500 Meter hoch gelegene Bouchottal (im Bereich des Ortsteils La Cheneau über 600 m) ist durch eine sehr aufgelockerte Bebauung gekennzeichnet. Aus klimatischen Gründen gibt es im Talbereich keinen nennenswerten Ackerbau, es dominieren stattdessen Wiesen- und Weidegebiete.
Nachbargemeinden von Rochesson sind Gérardmer im Nordosten, La Bresse im Osten, Cornimont und Basse-sur-le-Rupt im Süden, Gerbamont im Südwesten sowie Sapois im Westen und Nordwesten.

## Geschichte
Das Gebiet zwischen Vagney und Gérardmer wurde durch Rodungen ab dem 7. Jahrhundert langsam besiedelt. Dabei spielten wie im gesamten Vogesenraum Mönche und Klostergründungen eine zentrale Rolle. Rochesson war Teil des großflächigen Ban de Vagney, zu dem auch die heute selbständigen Gemeinden Vagney, Gerbamont, Basse-sur-le-Rupt, Saint-Amé und Saulxures zählten. Der Ban de Vagney war je zur Hälfte den Herzögen von Lothringen und dem Kapitel von Remiremont unterstellt.   
Bereits 1359 gab es im Bereich von Rochesson ein Dorf namens Aurimont, das bei einem verheerenden Hochwasser des Bouchot im Jahr 1522 weggespült wurde. 1407 taucht in einer Urkunde das neue Dorf Rourssechons auf. Der Name entwickelte sich allmählich über Roschon zu Rochesson.
Für 1592 ist eine erste Kapelle im Dorf überliefert. Sie wurde 1721 zerstört. Zwei Jahre später entstand an der Stelle die heutige Kirche Saint-Blaise. Von den fünf Glocken im Turm stammt die älteste aus dem Jahr 1738.
Das Gebäude des Bürgermeisters mit der Schule (Mairie-école) wurde 1839 eingeweiht, die Mädchenschule entstand 1882.

### Bevölkerungsentwicklung
| Jahr      | 1962 | 1968 | 1975 | 1982 | 1990 | 1999 | 2006 | 2015 | 2022 |
| Einwohner | 665  | 701  | 755  | 724  | 627  | 658  | 664  | 699  | 676  |

Im Jahr 1851 wurde mit 387 Bewohnern die bisher höchste Einwohnerzahl ermittelt. Die Zahlen basieren auf den Daten von cassini.ehess und INSEE.

## Sehenswürdigkeiten
- Kirche St. Blasius (Église Saint-Blaise), 1723 errichtet
- Panoramablick auf dem 1060 m hohen Rondfaing, dem südlichsten Punkt der Gemeinde

Kirche St. Blasius in Rochesson
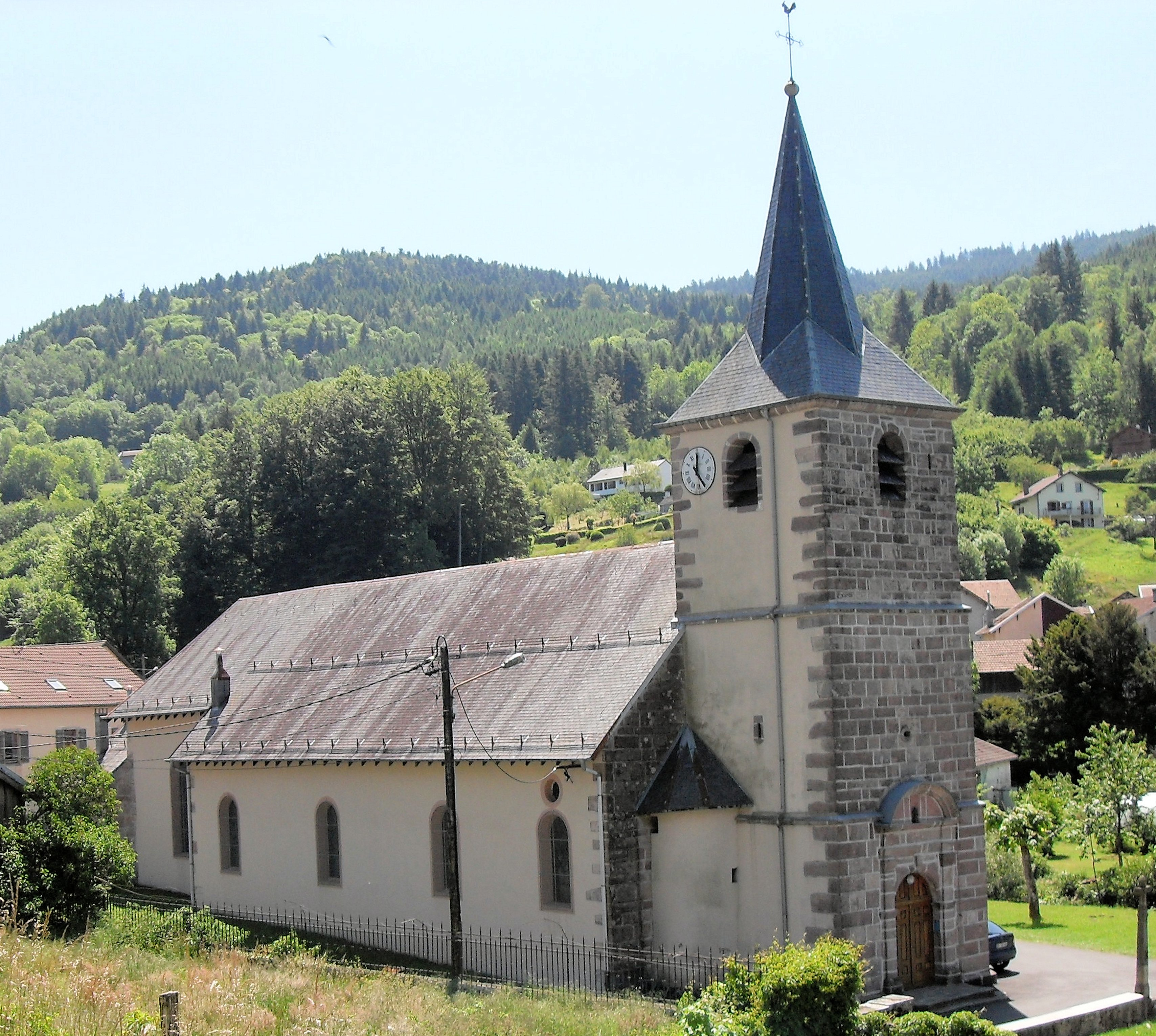
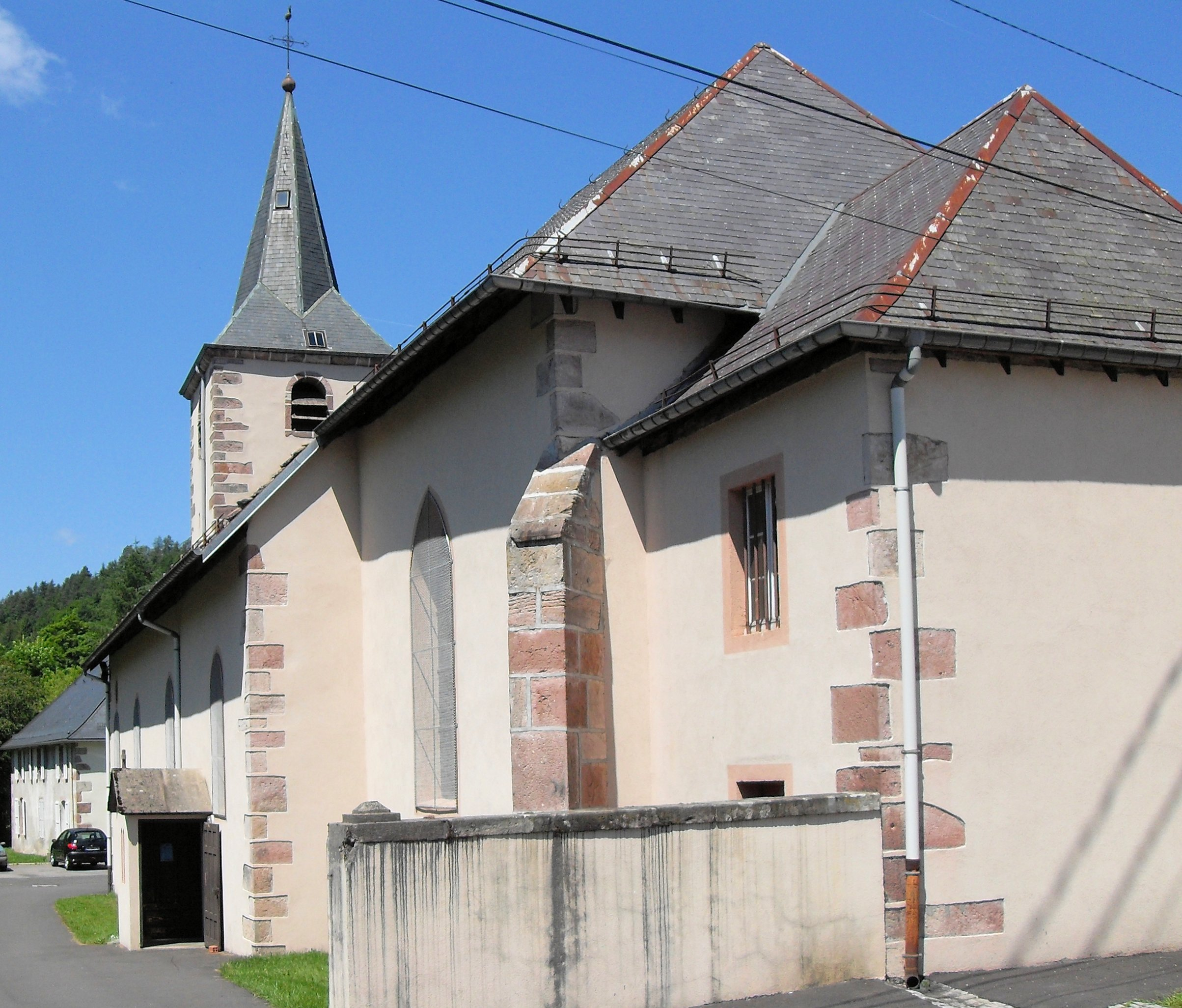

## Wirtschaft und Infrastruktur
In Rochesson sind kleinere Handwerks-, Handels- und Baubetriebe ansässig (unter anderem Metzgerei, Bäckerei und Käserei sowie zwei Autohäuser). In den letzten Jahren sind die touristischen Angebote in Rochesson deutlich erweitert worden. Es entstanden zahlreiche Ferienhäuser und Pensionen. Neben drei Forstbetrieben sind in der Landwirtschaft vier Betriebe ansässig (Milchviehhaltung, Ziegen- und Schafzucht). Der Skiclub Vagney-Rochesson betreut im Winter etwa zehn Kilometer Langlaufloipen. 
Die einzige durch Rochesson führende ganzjährig befahrbare Straße (D 23) führt von Vagney kommend das Bouchottal aufwärts nach Gérardmer. 18 Kilometer westlich besteht in Saint-Étienne-lès-Remiremont ein Anschluss an die teilweise autobahnartig ausgebaute Route nationale 66.

## Persönlichkeiten
- Jean-Joseph Christophe (1803–1863), römisch-katholischer Geistlicher und Bischof von Soissons

## Partnerschaft
Mit Mégrit in der französischen Region Bretagne verbindet Rochesson eine Gemeindepartnerschaft.

## Belege
1. ↑  kurzer Geschichtsabriss auf rochesson.free.fr (französisch)
2. ↑  Rimsdorf auf cassini.ehess
3. ↑  Rochesson auf insee.fr
4. ↑  Landwirtschaftsbetriebe auf annuaire-mairie.fr (französisch)